# Лопушанка (притока Ясениці)
Лопушанка — річка у Самбірському районі Львівської області, права притока Ясениці (басейн Дністра).

## Опис
Довжина річки приблизно 7 км. Висота витоку річки над рівнем моря — 571 м, висота гирла — 434 м, падіння річки — 137 м, похил річки — 19,58 м/км. Формується з багатьох безіменних струмків.

## Розташування
Бере початок на північній стороні від села Велика Волосянка. Тече переважно на північний захід і в селі Лопушанка-Хомина впадає в річку Ясеницю, праву притоку Дністра.